# Aleksey Korneyev
Aleksey Aleksandrovich Korneyev (Moscou, 6 de fevereiro de 1939 - 14 de dezembro de 2004) foi um futebolista soviético que atuava como defensor.

## Carreira
Aleksey Korneyev fez parte do elenco da Seleção Soviética na Copa do Mundo de 1966. 

## Ligações Externas
- Perfil (em inglês)